# Fundação Novo Nordisk
A Fundação Novo Nordisk é uma fundação empresarial internacional com foco em tratamento médico e pesquisa.
Em 2023, a fundação tinha um patrimônio líquido de 167 bilhões de dólares (1114 bilhões de coroas dinamarquesas), tornando-se a fundação de caridade mais rica do mundo. A Fundação Novo Nordisk é proprietária da Novo Holdings A/S, uma holding que é acionista majoritária com direito a voto da Novo Nordisk, uma empresa farmacêutica dinamarquesa.
De 2016 a 2022, a fundação distribuiu mais de 4,5 bilhões de dólares em subsídios para pesquisa, inovação, tratamento, educação, fins humanitários e sociais. Em 2023, a fundação concedeu subvenções no valor de 9,1 bilhões de coroas dinamarquesas (aproximadamente 1,33 bilhões de dólares)  e pagou 5,8 bilhões de coroas dinamarquesas (aproximadamente 0,84 bilhão de dólares).

## História
Em 1922, o professor dinamarquês August Krogh recebeu permissão para produzir insulina nos países nórdicos. Isso desencadeou o desenvolvimento de novos tratamentos para diabetes e o início de um empreendimento comercial e de exportação dinamarquês. Foram também criadas várias fundações que posteriormente se fundiram na Fundação Novo Nordisk.
Nos últimos anos, a Fundação aumentou seu foco em inovação, tratamento de diabetes e doações para fins humanitários e sociais. Em 2016, a Fundação concedeu pouco mais de 420 milhões de dólares americanos à Região da Capital da Dinamarca para estabelecer o Steno Diabetes Center em Copenhaga, uma instituição de tratamento e investigação da diabetes.

## Fundo patrimonial
A Fundação Novo Nordisk é a principal proprietária da Novo Nordisk A/S e da Novozymes A/S por meio da subsidiária da fundação, a Novo Holdings A/S. Além da Novo Nordisk e da Novozymes, a fundação também é acionista majoritária de mais de 135 outras empresas em 2022. A dotação financeira da fundação é mantida por dividendos e retornos sobre esses investimentos.

## Prêmios
A Fundação Novo Nordisk concede vários prêmios de prestígio, incluindo o Prêmio Novo Nordisk para pesquisas de destaque em ciências médicas e o Prêmio Novozymes com foco em biotecnologia e pesquisa ambiental. A fundação também reconhece conquistas no ensino e na educação nas ciências por meio de prêmios como o Prêmio Hagedorn e várias bolsas de estudo e subsídios para apoiar cientistas e educadores emergentes.